# Callistethus princeps
Callistethus princeps är en skalbaggsart som beskrevs av Ernst Gustav Kraatz 1892. Callistethus princeps ingår i släktet Callistethus och familjen Rutelidae. Inga underarter finns listade.